# Macrocoma divisa
Macrocoma divisa é uma espécie de escaravelho de folha endémico às Ilhas Canárias. Foiprimeiro descrito por Thomas Vernon Wollaston em 1864 como espécies de Pseudocolaspis.  Tem sido encontrado em Lanzarote, Fuerteventura e Graciosa, Graciosa.